# Danmarks runeindskrifter 40
DR 40 är en vikingatida ( Jelling) runsten av granit i Randbøl, Randbøl socken och Vejle kommun.

## Inskriften
Translitterering av runraden:
tufi ÷ bruti ÷ risþi ÷ stin ÷ þansi ÷ aft ÷ lika ÷ ¶ brutia ÷ þiʀ ÷ stafaʀ ÷ munu ÷ ¶ þurkuni ÷ miuk ÷ liki ÷ lifa ÷
Normalisering till rundanska:
Tofi Bryti resþi sten þænsi æft lika brytia. Þeʀ stafaʀ munu Þorgunni miok længi lifa.
Översättning till nusvenska:
Tove Bryde reste denna sten efter Brydens hustru. Dessa stavar for Torgunn ska leva mycket länge.